# Randy Spelling
Randall Gene „Randy“ Spelling (* 9. Oktober 1978 in Los Angeles, Kalifornien) ist ein US-amerikanischer Schauspieler. Er ist der Sohn des Erfolgsproduzenten Aaron Spelling und Bruder von Tori Spelling.

## Werdegang
Randy Spelling begann seine Schauspielkarriere 1992 in einer Folge der Hitserie seines Vaters, Beverly Hills, 90210, wo er die wiederkehrende Rolle des Ryan Sanders übernahm. Etwa zur gleichen Zeit sah man ihn auch in den Serien Malibu Shores und Sunset Beach. Sein Filmdebüt feierte er 2006 mit dem Film Hot Tamale. 2006 spielte Randy Spelling eine Rolle in der Komödie Pledge This! an der Seite von Paris Hilton und Simon Rex.

## Filmografie

### Fernsehserien
- 1992–2000: Beverly Hills, 90210
- 1996: Malibu Shores
- 1997–1999: Sunset Beach

### Gastauftritte
- 2004: Eine himmlische Familie

### Filme
- 2000: Kidnapped – Tödlicher Sumpf (Held for Ransom)
- 2003: College Animals (National Lampoon Presents Dorm Daze)
- 2005: Hoboken Hollow
- 2006: Dimples
- 2006: In der Hitze von L.A. (Hot Tamale)
- 2006: Die Party Animals sind zurück! (National Lampoon’s Pledge This!)
- 2007: Cosmic Radio